# Park Szczytnicki
Park Szczytnicki (niem. Scheitniger Park, Fürstengarten) – jeden z największych parków Wrocławia zajmujący powierzchnię około 100 hektarów. Położony jest na wschód od Starej Odry, na terenie dawnej wsi Szczytniki, włączonej w obręb miasta w 1868 roku. Park ma charakter krajobrazowy i duże walory kompozycyjne oraz dendrologiczne. Rośnie w nim około 350 gatunków drzew i krzewów, w tym także rośliny pochodzące z Azji oraz Ameryki Południowej i Północnej.

## Historia
W XVI wieku wieś Szczytniki została podzielona na Nowe i Stare Szczytniki, które w XVII wieku zamieniły się w podmiejskie osiedla rezydencjonalne. Las na terenie Starych Szczytnik już w połowie XVIII wieku cieszył się powodzeniem wśród wrocławian. W 1783 roku Friedrich Ludwig zu Hohenlohe-Ingelfingen, komendant garnizonu wrocławskiego, wykupił go i założył tu jeden z pierwszych parków na kontynencie europejskim urządzonych w stylu angielskim.

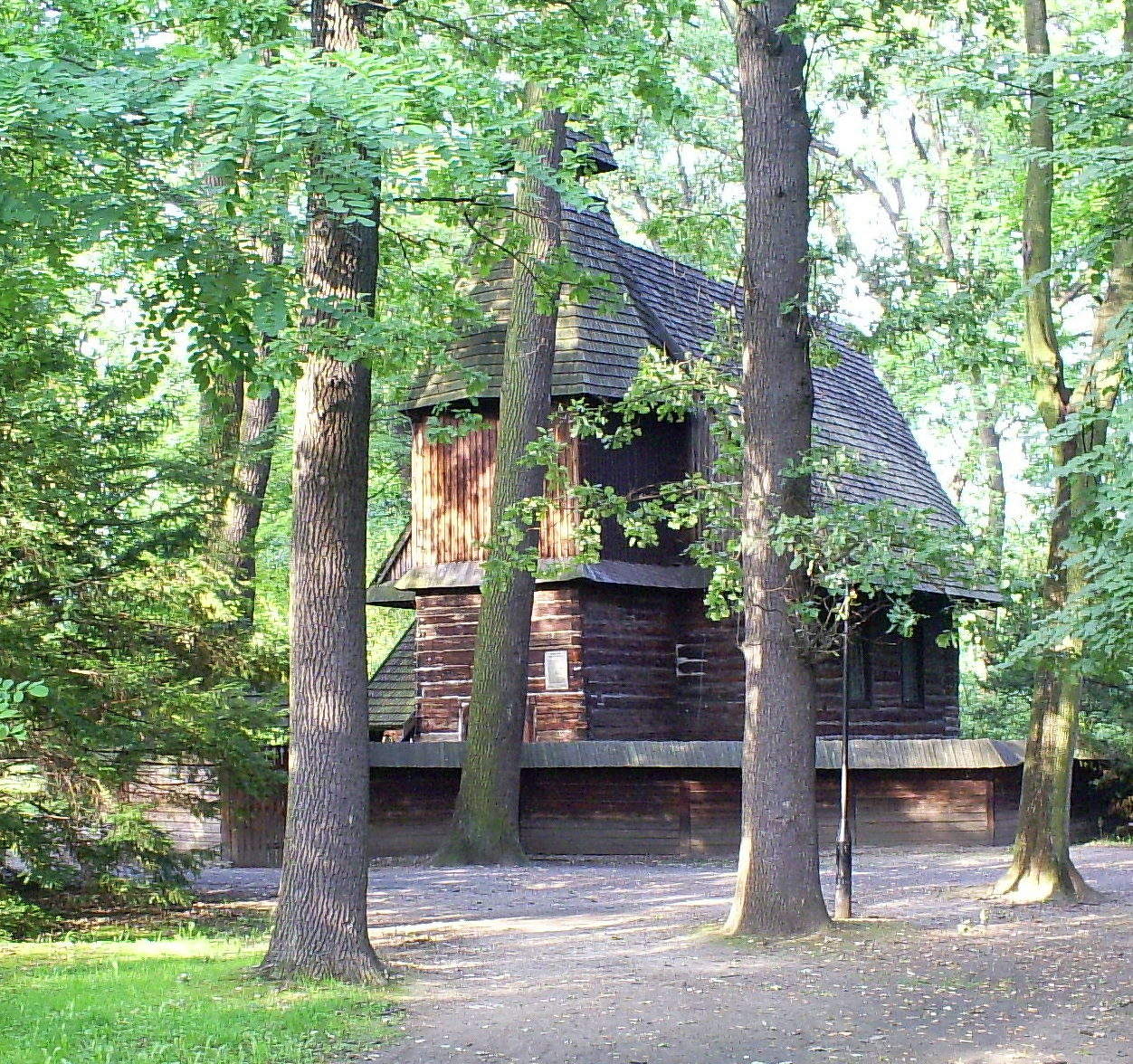
Kościół pod wezwaniem św. Jana Nepomucena w parku Szczytnickim

Park został zdewastowany przez żołnierzy napoleońskich podczas oblężenia miasta w grudniu 1806 roku. Stopniowo zaczął być odbudowywany i powiększany. W 1833, w pobliżu parku, odbyły się pierwsze sportowe wyścigi konne we Wrocławiu, co zwiększyło zainteresowanie wrocławian tą częścią miasta. Wyścigi organizowano aż do roku 1907, na terenach przylegających do obecnej Hali Stulecia.
W parku znajduje się Ogród Japoński założony w latach 1909–1912, w związku z Wystawą Stulecia z 1913 roku, z inicjatywy hrabiego Fritza von Hochberga, i zaprojektowany przez japońskiego ogrodnika Mankichiego Araia. Po wystawie zabrano jednak większość z wypożyczonych detali decydujących o japońskim charakterze ogrodu. W 1994 roku przy współpracy ambasady japońskiej, prof. Ikuya Nishikawy i ogrodników z Nagoi rozpoczęto prace przywracające ogrodowi japoński charakter. Współcześnie jest to już Ogród Japoński nie tylko z nazwy. Stanowi unikatowy w Europie żywy fragment japońskiej kultury. Rząd Japonii przekazał do Ogrodu kilka granitowych latarń z XIX wieku. Japończycy nazwali ogród Hakkoen, tzn. Ogród białoczerwony. Powódź 1997 roku zniszczyła ogród, który otwarto po odbudowie w 1999 roku. Na terenie parku znajduje się także willa wrocławskiego architekta Maxa Berga, twórcy m.in. Hali Stulecia. 
Poza Ogrodem Japońskim posadzono w 2008 roku japońskie wiśnie.

## Drewniany kościół
Na terenie parku Szczytnickiego znajduje się również drewniany kościół z przełomu XVI i XVII wieku pod wezwaniem Świętego Jana Nepomucena. Zbudowany przez cieśli ze Starego Koźla, tam też początkowo stał. W XVIII stuleciu został przeniesiony do Kędzierzyna, a stamtąd w roku 1913 do Wrocławia, pod kierownictwem wrocławskiego architekta Theo Effenbergera. Przy kościele znajduje się monolitowy kamienny krzyż, przeniesiony tu w latach 70. XX w. z Muchoboru Wielkiego. Przyczyna fundacji krzyża jest nieznana. Pojawiająca się hipoteza, że jest to tzw. krzyż pokutny, nie ma oparcia w bezpośrednich dowodach i oparta jest wyłącznie na nieuprawnionym założeniu, że wszystkie stare kamienne monolitowe krzyże są krzyżami pokutnymi. Paul Kutzer w artykule Steinkreuze in Schlesien z 1913 r. podaje informacje o legendzie przypisującej powstanie tego krzyża oraz 2 innych krzyży, z którymi stał on w Muchoborze Wielkim, upamiętnieniu spotkanie w 1474 r. trzech władców: Węgier – Macieja Korwina, Czech Władysława II Jagiellończyka i ojca tego drugiego, króla Polski Kazimierza IV Jagiellończyka podczas oblężenia przez Jagiellonów, bronionego przez Korwina, Wrocławia. Pojawia się też ludowa legenda wiążąca krzyż z epidemią.

## Pomniki
Na terenie parku znajdują się pomnik Diany i pomnik Friedricha Schillera oraz kolumna Fryderyka Wilhelma II.

## Galeria

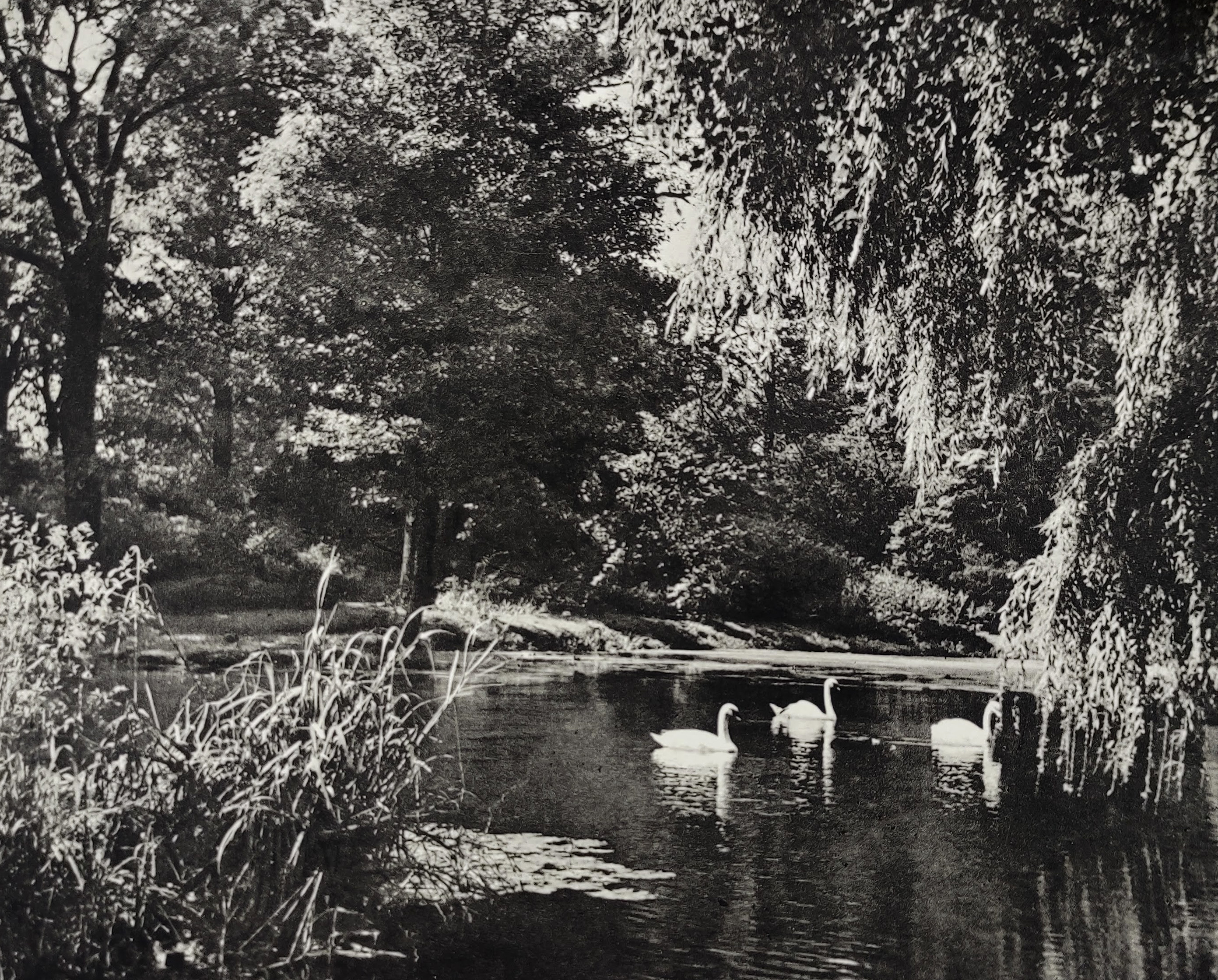
Łabędzie w parku, lata 60.
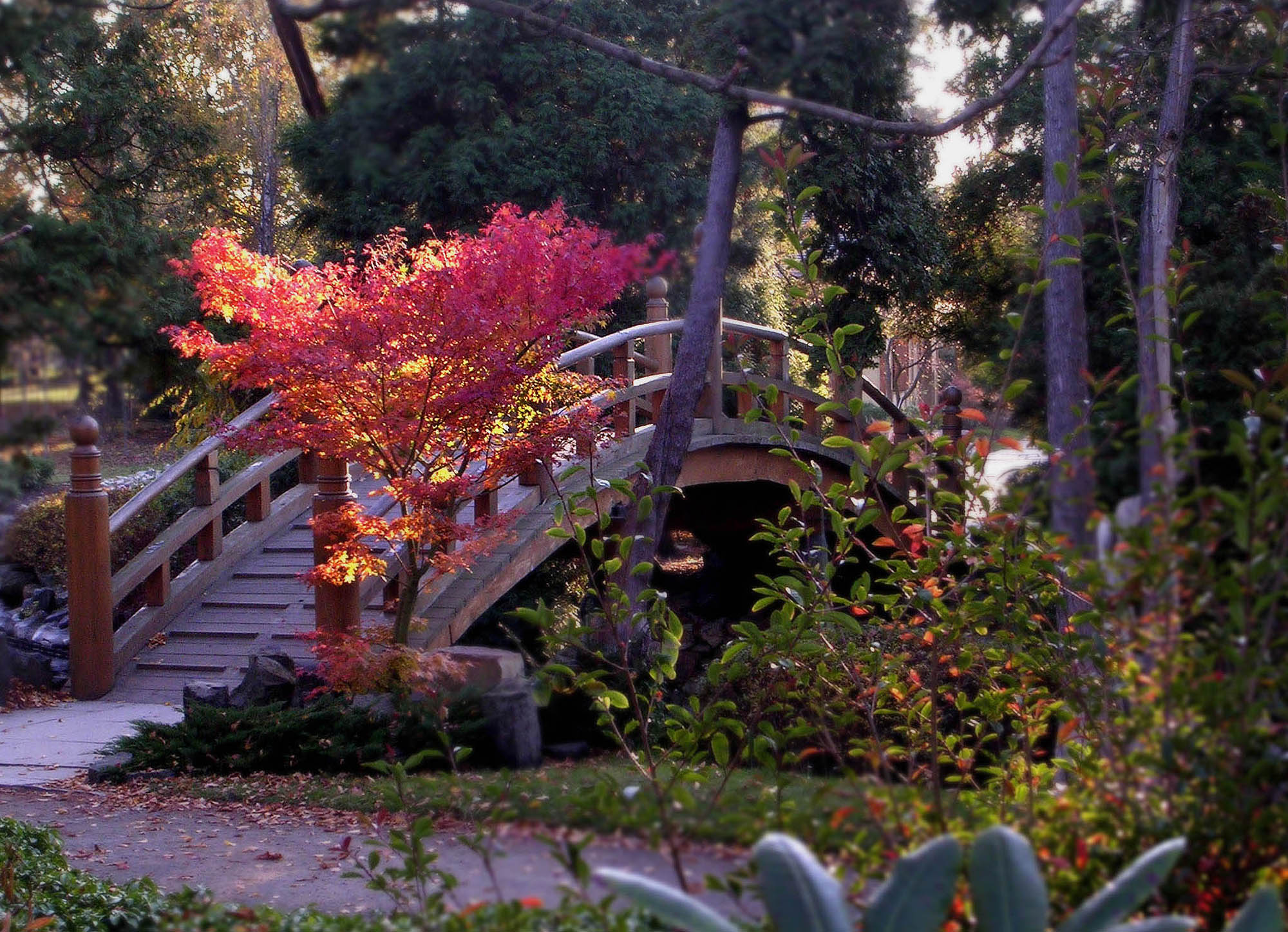
Mostek w parku
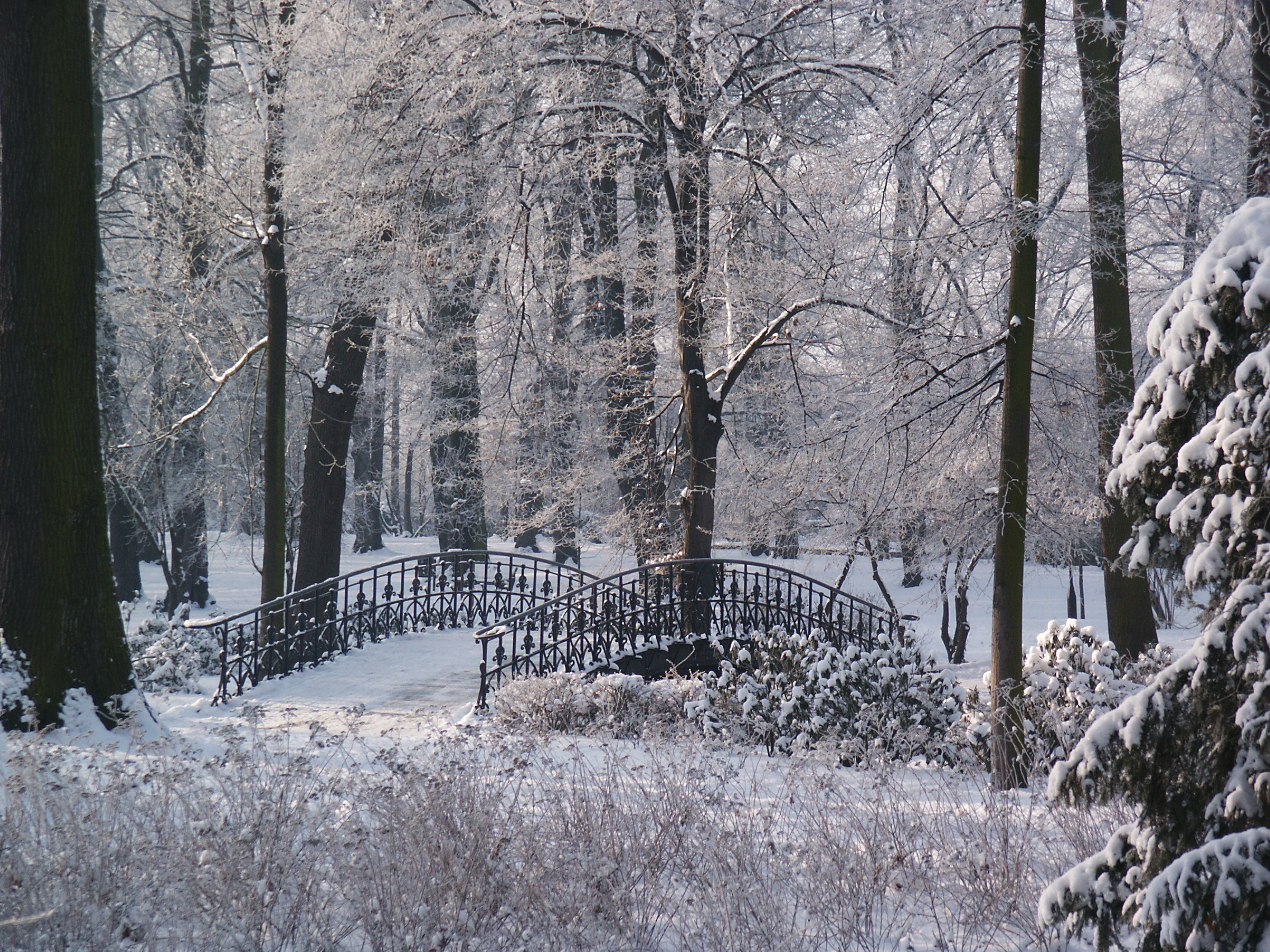
Park zimą
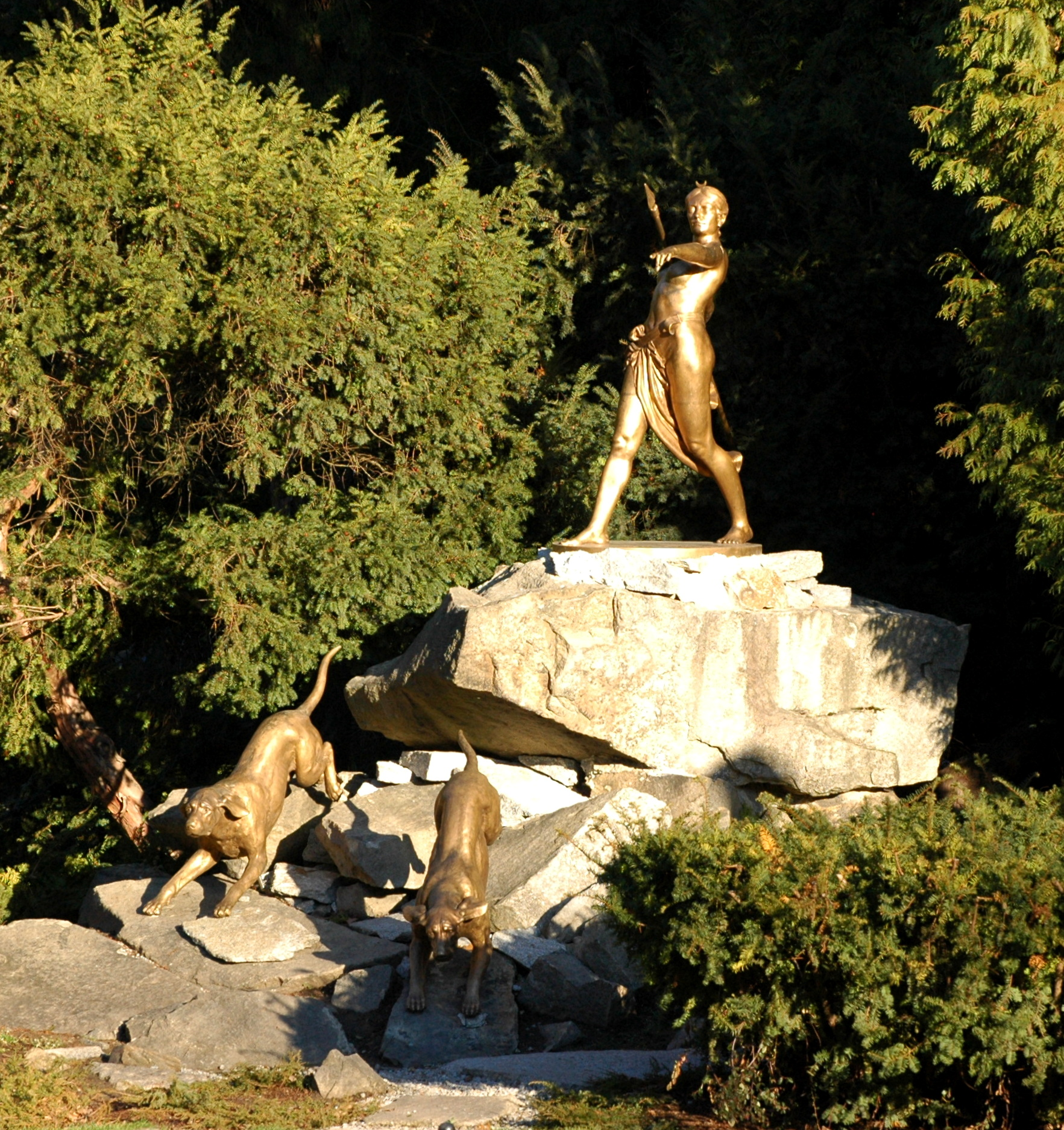
Pomnik Diany
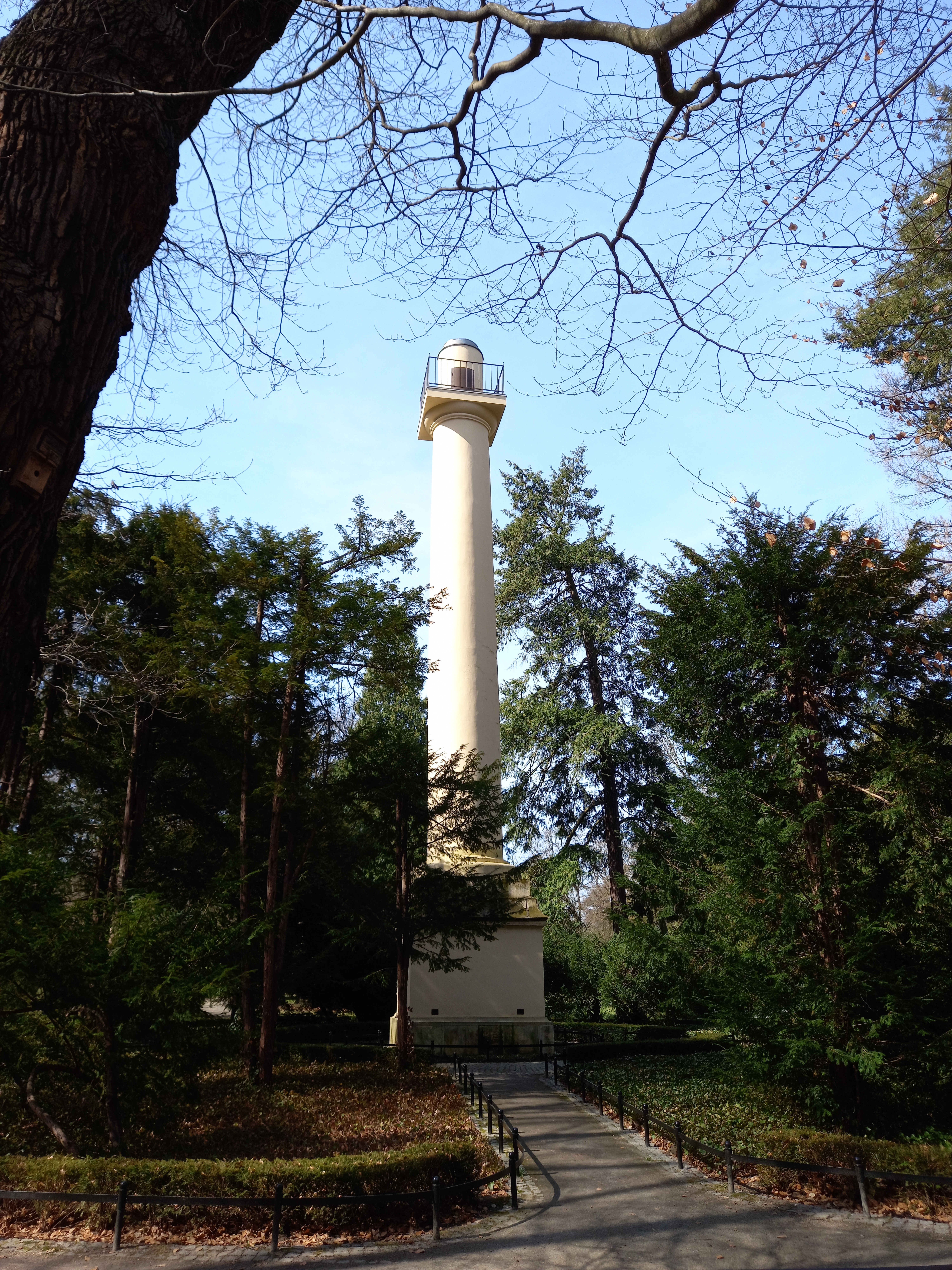
Kolumna Fryderyka Wilhelma II